# I.G.I.-2: Covert Strike
| Сводный рейтинг       | Сводный рейтинг |
| Агрегатор             | Оценка          |
| --------------------- | --------------- |
| GameRankings          | 68,80 %         |
| Русскоязычные издания |                 |
| Издание               | Оценка          |
| Absolute Games        | 70 %            |
| «Игромания»           | 6,0/10          |

I.G.I.-2: Covert Strike (в России издана под названием «I.G.I-2: Скрытый удар») — компьютерная игра в жанре FPS, разработанная норвежской компанией «Innerloop Studios» для платформы ПК и изданная компанией «Codemasters» в 2003 году, продолжение игры Project I.G.I.: I’m Going In. В России издана компанией 1С.

## Сюжет
Главный герой Дэвид Джонс десантируется на секретную базу русской мафии у Карпатских гор, с заданием вернуть украденные ЭМИ-микросхемы. Успешно выполнив задание и уничтожив производственный комплекс, который начал производство микросхем, он эвакуируется на вертолёте. Пилот вертолёта Роберт Квест оказывается предателем, работающим под началом двойного агента, проникшего в организацию IGI под видом начальника Джонса и руководителя операции Филиппа Уайта. Забрав микросхемы, Квест даёт главному герою безальтернативный выбор: погибнуть, выбросившись из вертолёта, или быть застреленным. Выбрав первое, Джонс, чудом остаётся в живых, оказавшись на границе Украины и Румынии. В конце концов Джонс, скрываясь от пограничников, спасается на прибывшем для эвакуации вертолёте IGI.
Тем временем IGI пытается напасть на след предателей. Нужную информацию может дать торговец оружием Яков Прибой, который в данный момент находится в ливийской тюрьме за незаконную торговлю. Проникнув в тюрьму и освободив Якова, Джонс в итоге получает необходимую информацию о предателях. Прибой должен был поставить для них один из советских экранопланов в одном из египетских портов. В самом порту Джонс встречается с Квестом и Уайтом. После непродолжительной конфронтации Джонс убивает Квеста и покидает порт на экраноплане.
Следующая точка остановки — один из спорных островов архипелага Спратли, на котором Уайт собирается передать китайскому генерала Ву Ксингу украденные микросхемы. Филлип Уайт обвиняет генерала в убийстве Квеста, на что Ву Ксинг убивает Уайта. Проникнув в секретную лабораторию, Дэвид выясняет, что генерал планирует развязать крупномасштабный военный конфликт.
Убив Ксинга, Дэвид проникает на космодром, с которого должна стартовать ракета с микросхемами. Вмешавшись в процесс подготовки запуска, Джонс добивается того, что ракета падает на землю, не достигнув расчётной орбиты.

## Перспективы
В 2019 году компания Toadman Interactive анонсировала тактический шутер от первого лица I.G.I. Origins. За разработку игры отвечала студия Antimatter Games.
В мае 2023 года Antimatter Games была закрыта по распоряжению своей материнской компании Enad Global 7.

## Факты
В качестве военного советника и консультанта по игре выступил Крис Райан.
Игра была запрещена в Китае, поскольку она «умышленно очерняет Китай и образ китайской армии».